# 九鬼義典
九鬼 義典（くき よしのり、1969年8月5日 - ）は、元アマチュア野球選手である。ポジションは捕手。

## 来歴・人物
池田高等学校では捕手を務めており、春夏4回の出場を果たした。高校卒業後には大阪学院大学に入学する。関西六大学野球連盟では、5度ベストナインに選出された。
大学卒業後は社会人野球の松下電器に入社する。1999年の日本選手権では愛敬尚史や大久保勝信らとバッテリーを組んで準優勝し、敢闘賞を受賞。翌2000年の同大会でも両投手をリードして初優勝に貢献、優秀選手となった。社会人ベストナインに3度選出された。
1997年には4か国国際野球大会の全日本メンバーにも選ばれた。
その後、松下電器でコーチを務めた。2025年には社会人時代の先輩である北口正光が監督を務める東京農業大学硬式野球部のコーチに就任。
プロ野球選手の九鬼隆平の父親で、息子に厳しく野球を指導していた。